# 泰迪·朴
Teddy Park，本名為朴洪俊（韓語：박홍준，1978年9月14日—），藝名TEDDY，是美籍韓裔歌手，词曲作家，亞洲著名音樂製作人。
出生於韓國首爾，Teddy童年随家人移民美国。17歲时与他最好的朋友Danny暑假期間来到韓國為當時还只是地下嘻哈公司的YG娱乐試鏡。兩人当场通过并与YG簽约，隔年在美国高中畢業後，便搬到韓國。 
1998年，Teddy與Danny、宋栢京、吴溱桓组成四人嘻哈組合1TYM正式出道。1TYM七年间共发行五張專輯，从第二张专辑起所有歌曲由Teddy一人作词、作曲、编曲、及监制。22歲时他開始為公司旗下其他歌手製作，歌手们都比他年長许多。
2000年初，华语乐坛的商业性的嘻哈歌曲，例如潘玮柏的〈壁虎漫步〉、〈Good Love〉；陈冠希的〈夏夜神话〉、〈Make It Last〉；罗志祥的〈Show Time〉；Energy的〈One Time〉；溫嵐的〈Disco〉；中国嘻哈團體黑棒的〈散〉、〈哎呦〉等，这些歌曲全部翻唱于Teddy的音樂创作。
1TYM表演事業在2005年結束後，Teddy成為YG娱乐的內部製作人。他独自完成了2NE1首張專輯与大部分2NE1的唱片，也参与制作BIGBANG的大量歌曲，以及SE7EN的Passion和嚴正花的DISCO等。在過去二十年來，Teddy是韩国公认最多產、成绩最好的音樂製作人，而自2009年至今，Teddy的年度音乐版税收入一直名列前三，他在首爾和洛杉磯名下的房地產價值3000萬美元以上。
2016年5月，Teddy創立音乐厂牌THE BLACK LABEL，持股55%（YG持股45%，2022年減持30.11%，2025年減持到10.24%）。TBL签约歌手Zion.T、Okasian、Somi与Bryan Chase，但主要專注於培養年輕一代音樂製作人。旗下製作人保括Peejay、徐元鎮、KUSH、DRESS、R.Tee、Joe Rhee、24、Cawlr等。Teddy是BLACKPINK長期合作的製作人，包括Square One、Square Two、Square Up及她們的首張錄音室專輯The Album等，也曾製作G-Dragon的權志龍，太陽的白夜等專輯。
2016年10月，Teddy与交往四年的美籍韓裔演员韩艺瑟分手。
2021年12月11日，在2021年Mnet亚洲音乐大奖以单曲专辑《LALISA》，获得最佳制作人奖。